# PATENTSCOPE
PATENTSCOPE es una base de datos y un sistema de búsqueda global de patentes desarrollado y mantenido por la Organización Mundial de la Propiedad Intelectual (OMPI). La cual, proporciona acceso gratuito y abierto a una amplia colección de documentos de patentes internacionales, incluidas solicitudes de patente, patentes concedidas e información técnica relacionada.

## Historia
En 2001, la OMPI lanzó PATENTSCOPE como un servicio en línea para brindar acceso gratuito a documentos internacionales de patentes. Al principio, la base de datos se enfocó en las solicitudes provenientes del Tratado de Cooperación en materia de Patentes (TCP), esto es, solicitudes internacionales de patente presentadas bajo dicho sistema. En 2008 se transformó en un sistema de búsqueda que también incluyó colecciones de patentes nacionales y regionales.   En 2009 contaba ya con 9 colecciones de datos. En 2013, con la incorporación de la Oficina de Patentes y Marcas de los Estados Unidos (USPTO) y las colecciones nacionales de patentes de China, la base de datos superó los 30 millones de registros. 
En 2014, Espacenet, Patentscope y Depatisnet eran las principales bases de datos multinacionales sobre patentes ofrecidas por las autoridades de patentes que estaban a disposición del público de forma gratuita. 
La búsqueda química estuvo disponible en 2016, lo que permitió a personas no especialistas buscar también información química sobre las patentes. 
Con el paso de los años, el alcance de PATENTSCOPE se amplió para incluir colecciones adicionales de patentes de varios países y regiones, convirtiéndolo en un recurso global de información sobre patentes. En 2018, la OMPI implementó una herramienta de inteligencia artificial para traducir los documentos de patente conservados en PATENTSCOPE y una interfaz de búsqueda interlingüística denominada CLIR (Cross-Lingual Information Retrieval).  
En 2020, durante la pandemia de COVID-19, la OMPI lanzó una nueva función de búsqueda para facilitar la localización y recuperación de información útil para desarrollar nuevas tecnologías que pudieran luchar contra la pandemia. 
En mayo de 2024, la base de datos incluía 116.7 millones de documentos de patentes, incluidos 4.9 millones de solicitudes de patentes internacionales publicadas. 